# Голованівськ (станція)
Голованівськ — проміжна залізнична станція Одеської дирекції Одеської залізниці, на лінії Гайворон — Болеславчик — Підгородна. Розташована між станціями Грушка вузької колії (15 км) та Ємилівка широкої колії (17 км).

## Загальна інформація
Розташована у селищі Голованівськ Кіровоградської області. Режим роботи каси: 9.00-12.30, вихідний — субота.
Визначною особливістю є те, що на станції водночас використовуються як вузькі (750 мм), так і широкі колії (1524 мм).
Причому з точки зору ліній Гайворон — Голованівськ та Підгородна — Голованівськ станція є тупиковою — у західній частині станції закінчується лінія широкої колії, а у східній частині станції — вузької.
З 4 січня 2019 р. курсує лише дизель поїзд Голованівськ — Помічна.

## Історія
Станцію було відкрито 1899 року, при відкритті руху на залізниці Рудниця-Голованівськ-Підгородна-Первомайськ.
Первомайськ-Підгородна ще в середині ХХ ст. перешили на широку колію. До 1980-х років решта лінії була вузькоколійною, однак у 1980-х роках існував проєкт повного переведення лінії на широку колію.
З проєкту було здійснено повне перешиття лінії Підгородна — Голованівськ на широку колію та будівництво широкої колії паралельно вузькій від станції Гайворон до станції Таужня. Натомість 29-кілометрова ділянка між станціями Таужня та Голованівськ залишилася вузькоколійною.